# Rosaline
Rosaline è un film del 2022 diretto da Karen Maine.
La pellicola è l'adattamento cinematografico del romanzo When You Were Mine di Rebecca Serle (2012), a sua volta liberamente tratto dalla tragedia shakespeariana Romeo e Giulietta.

## Trama
Quando il suo spasimante Romeo perde interesse per lei e si innamora della cugina Giulietta, Rosalina decide di sabotare la loro relazione per riconquistare il giovane Montecchi.

## Produzione
Nel maggio 2021 è stato annunciato che i 20th Century Studios avrebbero prodotto un adattamento cinematografico del romanzo di Rebecca Serle, diretto da Karen Maine e sceneggiato da Scott Neustadter e Michael H. Weber. Nello stesso mese è stata confermata la partecipazione nel cast di Kaitlyn Dever nel ruolo dell'eponima protagonista e tra il giugno e l'agosto 2021 anche Isabela Merced, Kyle Allen, Bradley Whitford e Minnie Driver si sono uniti al cast.

## Promozione
Il primo trailer del film è stato pubblicato il 22 settembre 2022.

## Distribuzione
Rosaline è stato reso disponibile il 14 ottobre 2022 su Hulu negli Stati Uniti e su Disney+ nel resto del mondo.